# Amblyteles flavopictus
Amblyteles flavopictus är en stekelart som beskrevs av Rudow 1888. Amblyteles flavopictus ingår i släktet Amblyteles och familjen brokparasitsteklar. Inga underarter finns listade i Catalogue of Life.